# Сысертский фарфор

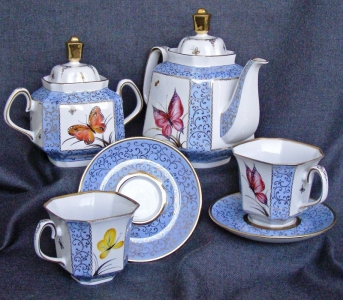
Чайный сервиз

Сысертский фарфор — вид художественного народного промысла по изготовлению и росписи фарфора и фаянса, существующий в городе Сысерть Свердловской области, Россия.

## История промысла и производства
В Сысерти с XIX века существовало производство домашней керамики. Глина добывалась на берегу реки Сысерти и по берегам Сысертского заводского пруда. Гончарная мастерская «Гончарка» братьев Харитоновых до революции обеспечивала все окрестные сёла керамической утварью. В 1928 году на базе «Гончарки» возникла артель по производству керамики. Позже на основе слияния артелей «Новый путь» и «Красный партизан» в 1946 году появилась артель «Промкооператор». Глину мяли ногами в деревянных чанах, обжигали в кирпичных печах на дровах, глазуровали гончарной глазурью, все исходные материалы производились на месте. Выпускали посуду, скульптуру, игрушки и кукольные головки. В конце 1940-х годов появляется интерес к местному месторождению цветных и белых глин. Местный гончар Н. И. Меньшикова в 1953 году проводит эксперимент по отливке небольших предметов и скульптур из местного сырья при температуре обжига 1280 градусов. С этого времени начинается выпуск фарфоровых изделий методом сливного литья в гипсовые формы.
10 октября 1960 года артель преобразуется в «Сысертский завод керамических изделий». На заводе появляются новые цеха, более современные печи для обжига, осваивается новая продукция. В 1953 году на предприятие пришли художники со специальным образованием Н. Ф. Малышев и Н. С. Иноземцев, которые занялись повышением художественного уровня продукции. Впоследствии они получили звания заслуженных художников России. С 1966 года изделия ежегодно экспонируются на выставке ВДНХ в Москве.
10 декабря 1977 года завод был переименован в «Сысертский завод художественного фарфора». С этого времени на заводе выпускаются изделия сложной формы и различного художественного оформления (вазы, столовые, чайные, кофейные сервизы; комплекты и наборы предметов, салатники, приборы для специй, статуэтки и разнообразные сувениры).
В начале 1980-х годов на заводе создаётся экспериментально-технологическая лаборатория и творческая группа по созданию высокохудожественных изделий. Тогда же идут поиски новых сырьевых материалов, повышающих белизну и просвечиваемость фарфора до уровня мировых стандартов. Новое поколение художников и технологов, пришедших в это время, вносило свежее направление в развитие промысла.
В 1991-92 гг. из-за экономической перестройки происходит приватизация предприятия и реорганизации его в акционерное общество закрытого типа «Сысертский фарфор». В 1994 году продукция ЗАО «Сысертский фарфор» отнесена областным художественно-экспертным советом к изделиям народного художественного промысла. В настоящее время предприятие традиционного народного русского художественного промысла ООО «Фарфор Сысерти» широко известно в России, растёт и развивается вопреки сложным экономическим условиям.

## Технология производства
80 % технологического процесса на заводе составляет ручной труд и происходит в несколько этапов:
- Методы ручного шликерного литья в гипсовые формы;
- Ручное воспроизводство гипсовых форм, снимающихся непосредственно с авторской модели, без капов (в отличие от промышленных фарфоровых предприятий);
- Создание автором моделей традиционными способами (либо лепкой из пластилина, либо вытачиванием модели из гипса на гипсомодельном станке);
- Применение варьирования в росписи и декорировании.

Изделия чаще всего покрывают подглазурной росписью солями, реже надглазурной росписью. Преобладают мягкие коричневато-серые и лёгкие голубые цвета. Темами орнаментов часто бывают уральские пейзажи.

Сысертские фарфоровые изделия
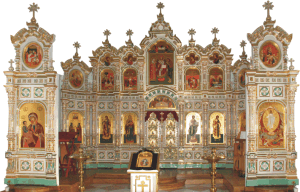
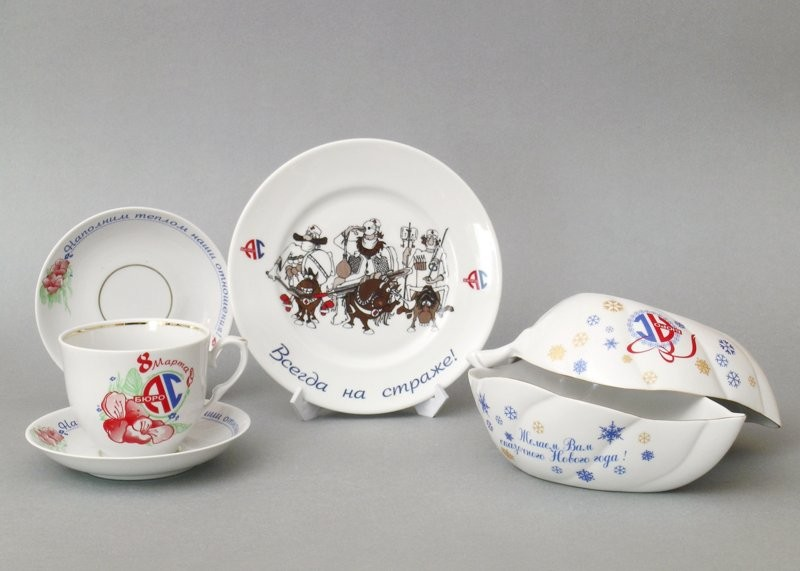
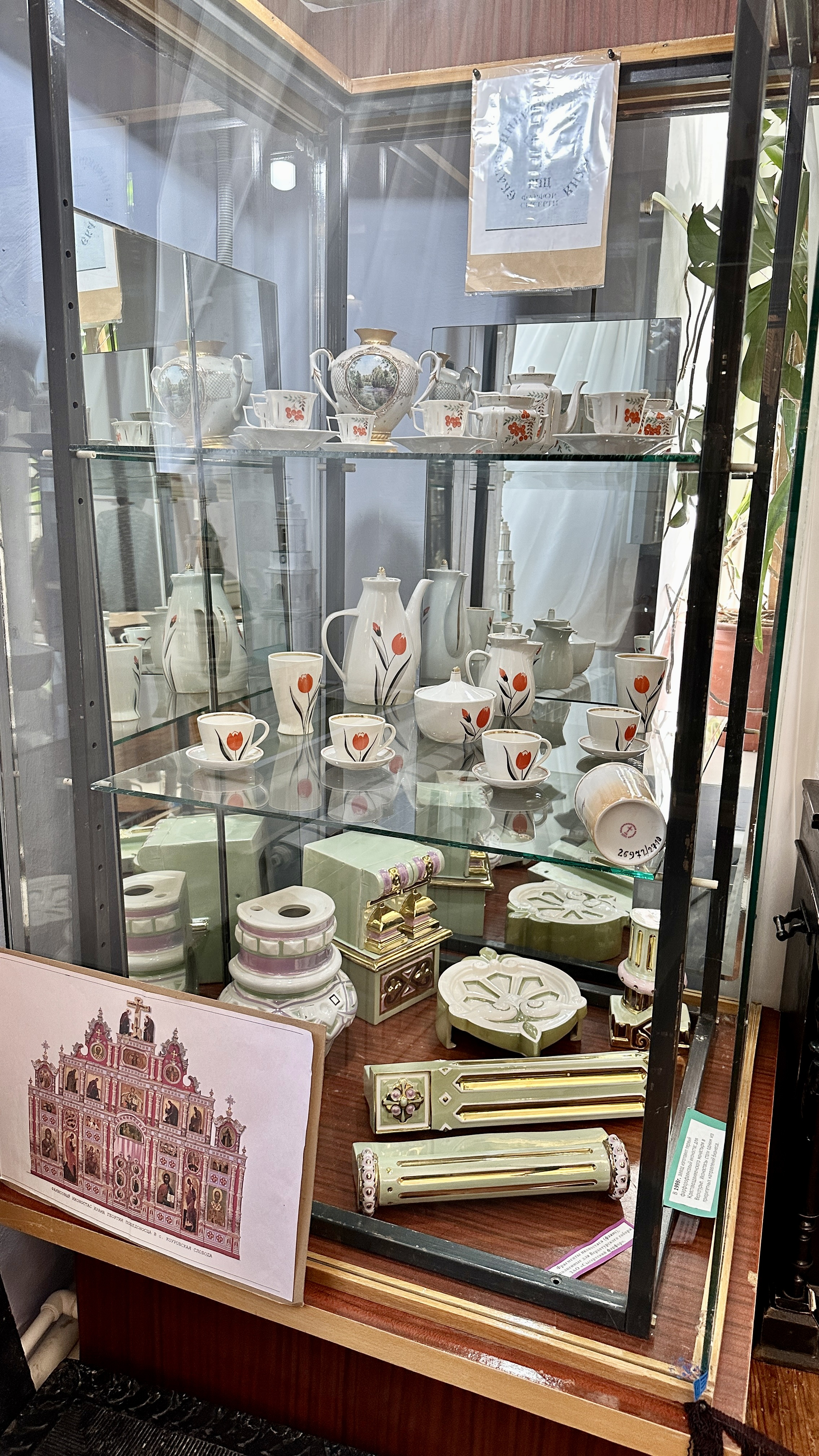
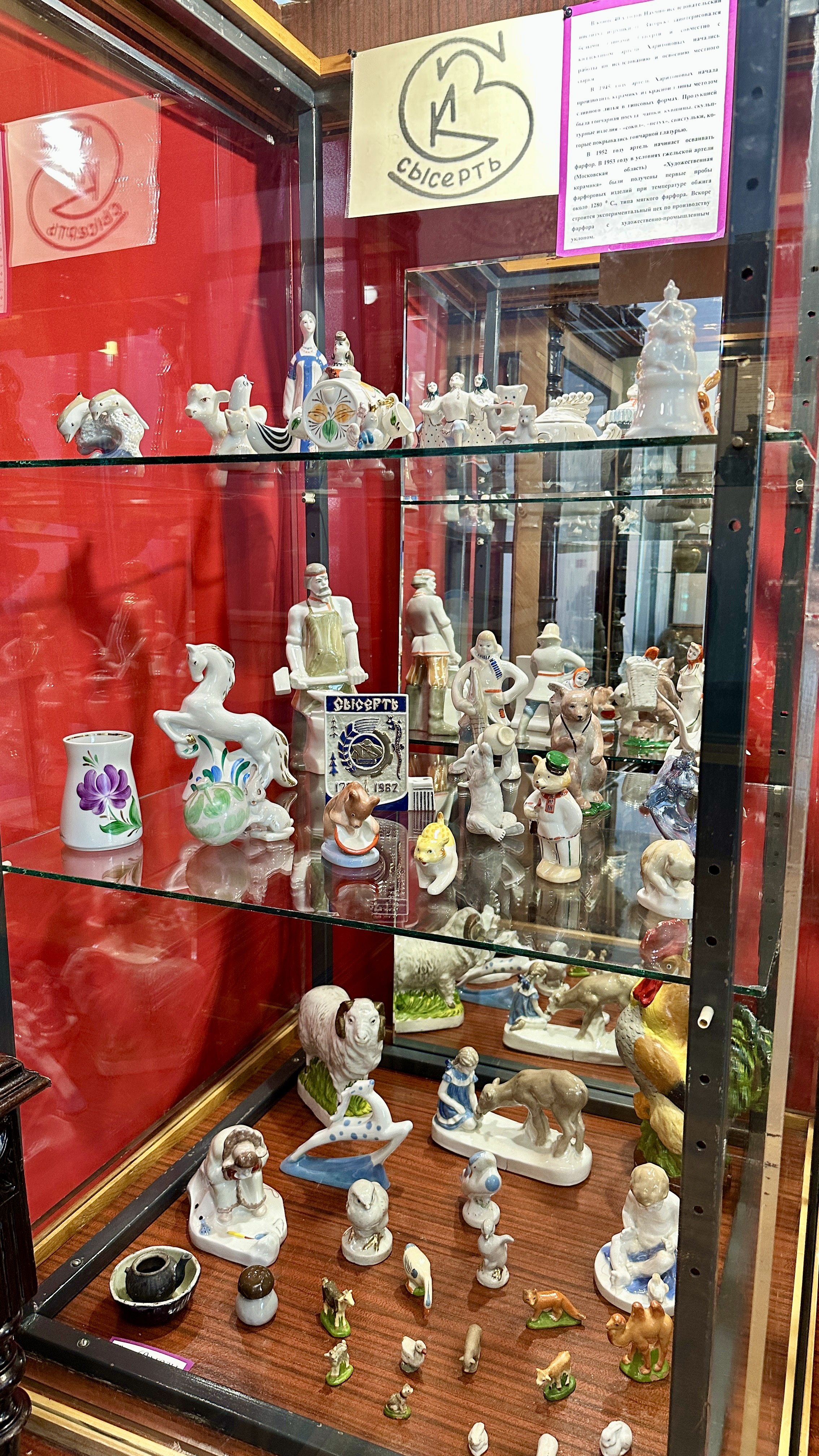
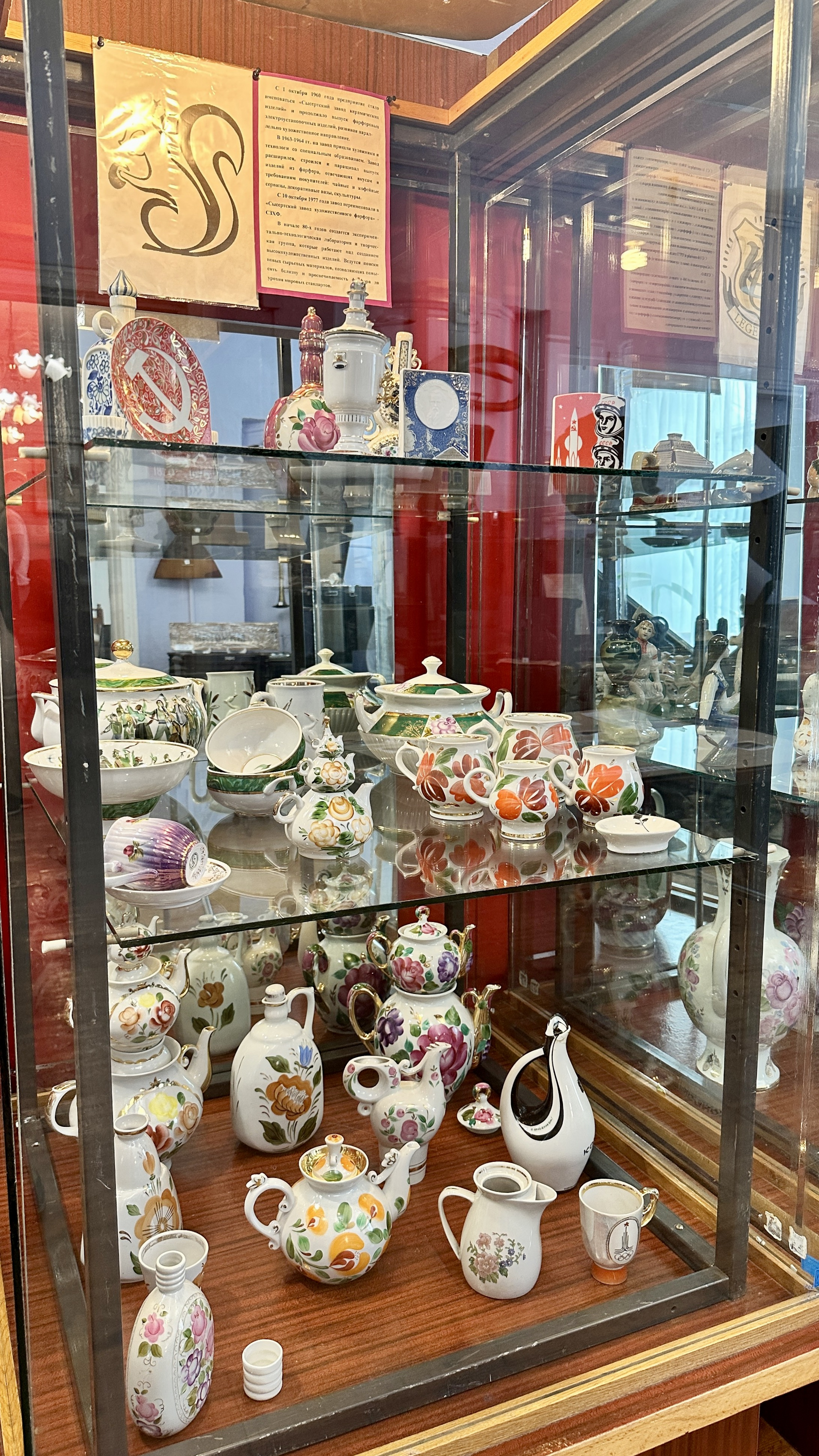
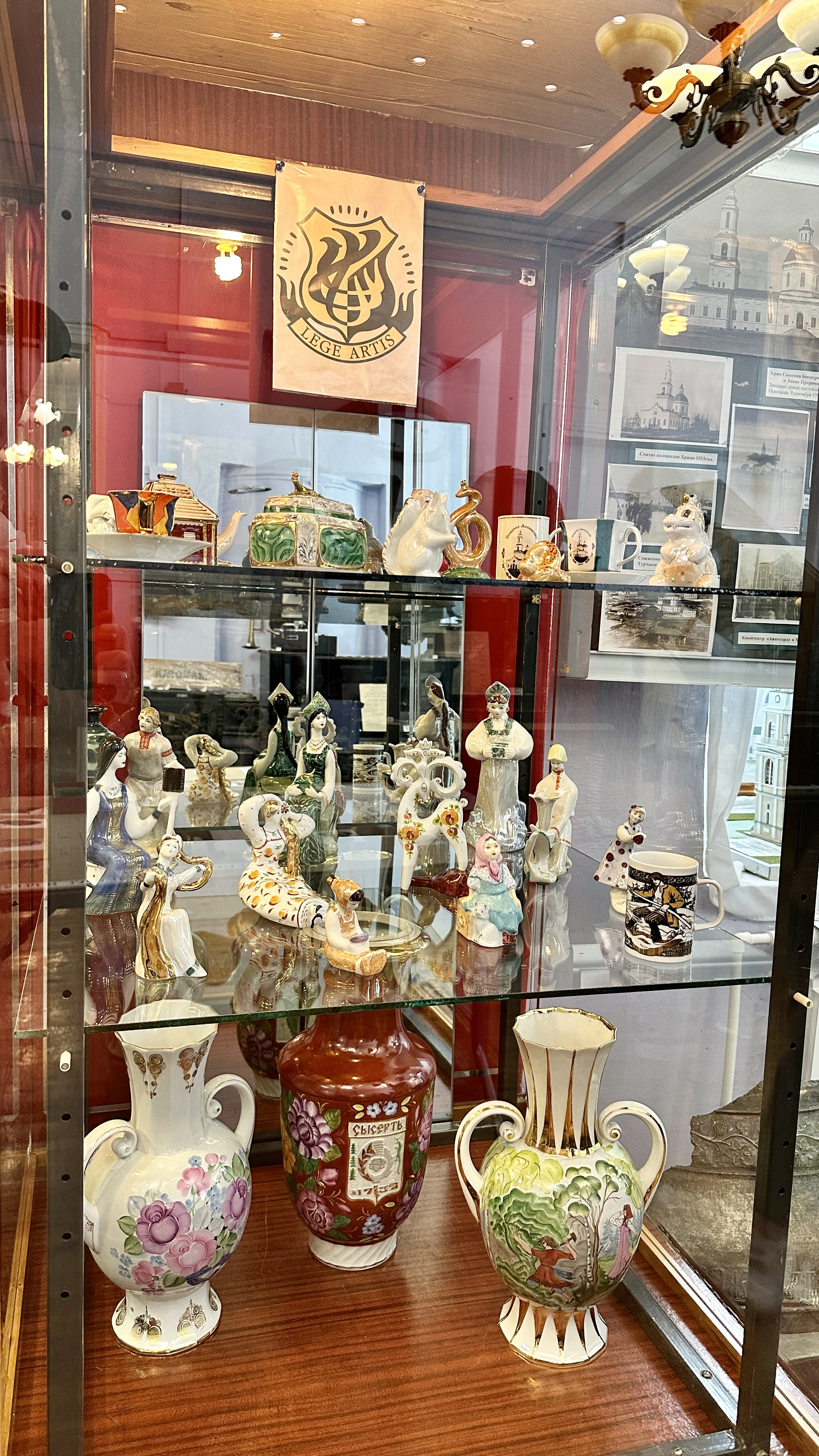